# Championnats du monde de cyclisme sur piste 1999
Navigation
Championnats du monde 1998 Championnats du monde 2000
Les championnats du monde de cyclisme sur piste de 1999 se sont déroulés au vélodrome de Berlin, en Allemagne, du 20 au 24 octobre.
Ces Championnats marquent l'apogée de l'équipe de France, qui remporte 7 titres sur les 12 mis en jeu.

## Résultats

### Hommes
| Compétition            | Or                                                                  | Or             | Argent                                                             | Argent         | Bronze                                                                | Bronze         |
| ---------------------- | ------------------------------------------------------------------- | -------------- | ------------------------------------------------------------------ | -------------- | --------------------------------------------------------------------- | -------------- |
| Kilomètre              | Arnaud Tournant France                                              | 1 min 02 s 231 | Shane Kelly Australie                                              | 1 min 02 s 436 | Stefan Nimke Allemagne                                                | 1 min 03 s 110 |
| Keirin                 | Jens Fiedler Allemagne                                              |                | Anthony Peden Nouvelle-Zélande                                     |                | Laurent Gané France                                                   |                |
| Vitesse individuelle   | Laurent Gané France                                                 |                | Jens Fiedler Allemagne                                             |                | Florian Rousseau France                                               |                |
| Vitesse par équipes    | Laurent Gané Florian Rousseau Arnaud Tournant France                | 44 s 848       | Chris Hoy Craig MacLean Jason Queally Royaume-Uni                  | 45 s 485       | Sören Lausberg Stefan Nimke Eyk Pokorny Allemagne                     | 45 s 364       |
| Poursuite individuelle | Robert Bartko Allemagne                                             |                | Jens Lehmann Allemagne                                             | rattrapé       | Mauro Trentini Italie                                                 | 4 min 25 s 079 |
| Poursuite par équipes  | Christian Lademann Daniel Becke Robert Bartko Guido Fulst Allemagne | 4 min 01 s 144 | Cyril Bos Philippe Ermenault Francis Moreau Jérôme Neuville France | 4 min 03 s 965 | Vladislav Borisov Edouard Gritsoun Alexei Markov Denis Smyslov Russie | 4 min 05 s 251 |
| Américaine             | Isaac Gálvez Joan Llaneras Espagne                                  | 3              | Jimmi Madsen Jakob Piil Danemark                                   | 25 (-1 tour)   | Andreas Kappes Olaf Pollack Allemagne                                 | 22 (-1 tour)   |
| Course aux points      | Bruno Risi Suisse                                                   | 25             | Vasyl Yakovlev Ukraine                                             | 18             | Ho-Sung Cho Corée du Sud                                              | 15             |

### Femmes
| Compétition            | Or                       | Or             | Argent                    | Argent         | Bronze                       | Bronze         |
| ---------------------- | ------------------------ | -------------- | ------------------------- | -------------- | ---------------------------- | -------------- |
| 500 mètres             | Félicia Ballanger France | 34 s 447       | Jiang Cuihua Chine        | 34 s 869       | Ulrike Weichelt Allemagne    | 35 s 166       |
| Vitesse individuelle   | Félicia Ballanger France |                | Michelle Ferris Australie |                | Tanya Dubnicoff Canada       |                |
| Poursuite individuelle | Marion Clignet France    | 3 min 33 s 012 | Judith Arndt Allemagne    | 3 min 42 s 040 | Rasa Mazeikyte Lituanie      | 3 min 35 s 678 |
| Course aux points      | Marion Clignet France    | 20             | Judith Arndt Allemagne    | 18             | Sarah Ulmer Nouvelle-Zélande | 18             |

## Tableau des médailles
| Rang | Nation           | Or | Argent | Bronze | Total |
| ---- | ---------------- | -- | ------ | ------ | ----- |
| 1    | France           | 7  | 1      | 2      | 10    |
| 2    | Allemagne        | 3  | 4      | 4      | 11    |
| 3    | Espagne          | 1  |        |        | 1     |
| 3    | Suisse           | 1  |        |        | 1     |
| 5    | Australie        |    | 2      |        | 2     |
| 6    | Nouvelle-Zélande |    | 1      | 1      | 2     |
| 7    | Chine            |    | 1      |        | 1     |
| 7    | Danemark         |    | 1      |        | 1     |
| 7    | Royaume-Uni      |    | 1      |        | 1     |
| 7    | Ukraine          |    | 1      |        | 1     |
| 11   | Italie           |    |        | 1      | 1     |
| 11   | Corée du Sud     |    |        | 1      | 1     |
| 11   | Canada           |    |        | 1      | 1     |
| 11   | Russie           |    |        | 1      | 1     |
| 11   | Lituanie         |    |        | 1      | 1     |